# Athetis ochreosignata
Athetis ochreosignata är en fjärilsart som beskrevs av Aurivillius 1910. Athetis ochreosignata ingår i släktet Athetis och familjen nattflyn. Inga underarter finns listade i Catalogue of Life.